# Eucaliptus blau
L'eucaliptus blau (Eucalyptus globulus) és un arbre de la família de les mirtàcies originari del sud-est d'Austràlia, tot i que, actualment, es cultiva extensament fora de la seva regió original, ja que ha estat exportat per a la jardineria i la repoblació forestal. En català, l'eucaliptus es coneix també amb els noms d'eucaliptus blau de Tasmània, arbre de la salut, eucaliptus de llei o eucaliptus ver.

## Ecologia

### Distribució mundial
L'Eucalyptus globulus és originari d'Austràlia i Tasmània però la seva distribució s'ha estès per Amèrica del Sud, Europa, Àfrica, Estats Units, Nova Zelanda i Àsia on arriba a competir ecològicament amb les espècies autòctones.
Fora del seu hàbitat original, la reforestació monocultural amb eucaliptus blau va adverar-se problemàtica pel seu efecte negatiu sobre la biodiversitat. Tot i créixer molt ràpidament, empobreix el terra i el metabolisme hídric. Als Països Catalans són principalment les suredes tradicionals que són amenaçades.

### Distribució al principat
Es distribueix per tota la conca mediterrània. A Catalunya, les plantacions d'eucaliptus es concentren al Baix Empordà, el Delta de l'Ebre, el Gironès i la Selva.

### Hàbitat
Prefereix sòls lleugerament àcids i zones fresques i humides. No resisteix el fred intens i és una mica sensible a les sequeres perllongades. S'ha cultivat intensament per eliminar la humitat en zones pantanoses. Floreix al setembre - octubre.

## Etimologia
Eucalyptus, prové del grec eû = ben i kalyptós = cobrir, que fa referència a l'opercle que tanca el calze en la flor. Globulus significa arrodonit, referint-se probablement a la flor o al fruit.

## Descripció
És un arbre monoic, de 30 a 35 metres d'alçada que pot arribar a mesurar 100 m en el seu hàbitat natural. Rel axonomorfa amb les tiges blanquinoses. Els eucaliptus tenen una escorça (ritidoma) que es desprèn a tires i deixa el tronc llis i de colors clars en els exemplars adults. Les fulles presenten dimorfisme, són coriàcies, falciformes i perennes. La seva forma varia segons l'edat de la branca. Per una banda, les fulles de les branques joves són ovalades, oposades, sense pecíol (sèssils), de base cordada, de color gris-blavós, d'uns 7-16 cm de longitud per 4-8 cm d'amplada i erectes (miren amunt). Les fulles de branques adultes són alternes, peciolades, asimètriques, falciformes o ovalades, rarament erectes. Mesuren uns 10-13 cm de longitud i 3-4 cm d'ample. La seva textura és una mica coriàcies, són de color verd fosc, amb la nervació marcada, i pèndules (miren avall). Les fulles es disposen en un pla vertical, de manera que reben la llum de manera igual pels dos costats i no s'hi pot distingir l'anvers del revers. Tant unes com les altres tenen les característiques glàndules secretores en el mesòfil, que són visibles a contrallum com a punts més clars. Les inflorescències són solitàries o en grups de 2-3, a les aixelles de les branques superiors. Les flors són hermafrodites, solitàries sobre un peduncle curt. Són grans (fins a 3 cm de diàmetre), sense sèpals. Els pètals estan soldats (gamosèpals) formant una estructura semiesfèrica que es desprèn deixant al descobert nombrosos estams torts cap a l'interior. El calze i corol·la es troben fusionats formant un receptacle (opercle) llenyós. L'androceu està constituït per nombrosos estams molt sobresortits i d'un color vermell intens. Gineceu amb ovari ínfer o seminífer. Els fruits són càpsules llenyoses, incrustades en el calze, de 4-5 valves, campaniformes, de color glauc i cobertes d'una pols blanquinosa. Les seves dimensions són d'aproximadament 1.4 a 2.4 cm de diàmetre, i contenen nombroses llavors, tot i que només en maduren una o dues de cada valva, són petites i de diferents formes i colors.

## Conseqüències de la seua presència
És una espècie que pel despreniment d'escorça, branques i fulles altament inflamables suposa un alt rics d'incendis forestals, especialment en èpoques de l'any seques. Aquest risc pot ser previngut mitjançant la mesura i monitoratge d'un índex per a la prevenció d'incendis forestals.
A més, els efectes dels seus incendis impliquen "no solament la modificació de l'estructura i composició de la vegetació sinó que també poden arribar a afectar els processos ecosistèmics.
Quan una zona d'eucaliptus incendiada és replantada d'eucaliptus es provoca que els incendis posteriors siguen amb més probabilitat més intensos per la menor taxa de descomposició del fullatge i altres elements fàcilment inflamables.

## Usos

### Indústria forestal
L'ús de proveïment de fusta és típic en aquesta espècie. El seu creixement i regeneració presenta una taxa molt alta després de la plantació posterior als incendis forestals sempre que es done una gran quantitat d'aigua.

### Farmacologia
La droga (Eucalypti folium) està formada per les fulles de les branques adultes i els fruits (olis essencials).

#### Composició química
- Olis essencials (1-3,5%). El seu principal constituent és el cineol o eucaliptol (èter òxid terpènic). Conté també: terpineol, carburs terpènics (alfapinè), alcohols alifàtics i sesquiterpens (eudesmol), aldehids (butírics, valeriànic, caproic) i cetones. També conté en un 2,8% eucaliptina que té un efecte bacteriostàtic.
- Tanins (substància detoxificant)en un 11%.
- Flavonoides.
- Heteròsids del quercetol i un heteròsid fenòlic complex, el caliptòsid.
- Àcids fenòlics (gàl·lic, cafeic, ferúlic).
- Resina i un principi amarg.
- Triterpens. Àcid ursòlic.
- Floroglucinols. Euglobals.

#### Accions farmacològiques
- Antisèptic de vies respiratòries i urinàries, ja que s'elimina la seva essència a nivell pulmonar i pel ronyó.
- Analgèsic
- Antiinflamatori
- Antitussigen
- Expectorant, mucolític i antiespasmòdic. L'eucaliptol produeix un efecte beneficiós a nivell bronquial. Primer actua directament sobre l'epiteli bronquial, produint un efecte irritant i augmentant les secrecions bronquialvelars. A més a més augmenta l'activitat des cilis bronquials i fa les secrecions bronquialvelars més fluides. Finalment produeix una relaxació del múscul bronquial llis.
- Hipoglucemiant
- Sedant
- Vermífug (contra els cucs intestinals)
- Antibiòtic (específic per toxina tetànica, diftèrica, bacteris Gram +, pel seu contingut en essència i taní).
- Antifúngic
- En ús extern és balsàmic, cicatritzant, astringent.

#### Ús medicinal
- Afeccions respiratòries com bronquitis, grips, faringitis, sinusitis, tos irritant o seca, asma, etc.
- Artrosis
- Càncer
- Infeccions urinàries.
- Paràsits intestinals com disenteria.
- Diabetis.
- Malària.
- Neuràlgia.
- Tuberculosi
- En ús extern: dermatosis, úlceres varicoses, etc.
- Halitosi
- En medicina popular, se n'utilitzen les fulles en infusions i vapors.

#### Toxicitat
L'eucaliptus acostuma a ser ben tolerat, i només en ocasions especials pot produir reaccions adverses. Aquestes poden ser: digestives (nàusees, vòmits o diarrees), neurològiques/psicològiques. Pot ser neurotòxic per accelerar el metabolisme hepàtic d'alguns anestèsics, analgèsics i tranquil·litzants.
El seu oli essencial no pot ser aplicat directament sobre la cara de nens petits o lactants. Es considera que la ingestió de 30 ml del seu oli essencial és letal. Els símptomes tòxics són ràpids: dolor abdominal, vòmits espontanis, problemes respiratoris, depressió respiratòria, taquicàrdia, convulsions i deliri.
No es recomana prendre'l durant l'embaràs i la lactància.

#### Contraindicacions
Degudes al seu oli essencial:
- pot reduir l'efecte d'altres medicaments
- està contraindicat en cas d'inflamacions gastrointestinals, de les vies biliars o insuficiència hepàtica
- pot estimular els enzims hepàtics del fetus, per això no s'aconsella durant l'embaràs ni la lactància sense supervisió mèdica.[11]

#### Preparacions
- Fulles: infusió al 3% (30 g/litre); es deixa reposar algunes hores.
- Inhalació: es recomana duplicar la dosis de la infusió (60 g/litre).
- Pols de les fulles: fins a 10 grams diaris; es poden ingerir com a cigarretes antiasmàtiques.
- Extracte fluid: 1-4 g diaris.
- Extracte blanc: 0.35-0.5 g diaris.
- Olis essencials: 10 gotes en una tassa de tisana.
- Eucaliptol: 5 gotes per dosi.
- Solució antisèptica (via externa): 20-30 cc d'oli essencial en 1 litre d'aigua tèbia.

## Història
Els colons australians el van anomenar "arbre de la goma blava", perquè segrega una substància resinosa.
L'eucaliptus va ser descobert a la costa sud-est de Tasmània el 1792-93 per Jacques-Julien Houton Labillardière (1755-1834) i descrit per ell el 1799. El 27 de novembre de 1962 va ser proclamat com a emblema floral de Tasmània.
La seva introducció en la medicina va ser deguda al baró Ferdinand von Müller, director del jardí botànic de Melbourne (1857-1873). Ell va suggerir que l'oli essencial de l'eucaliptus podia ser utilitzat com a desinfectant en les zones afectades per febres. S'ha utilitzat també per assecar la humitat del terra i així evitar la proliferació d'insectes nocius que produeixen la malària. Actualment, el seu cultiu extensiu presenta fins i tot problemes ecològics, ja que el seu ràpid creixement pot arribar a alterar la flora autòctona.

## Galeria d'imatges

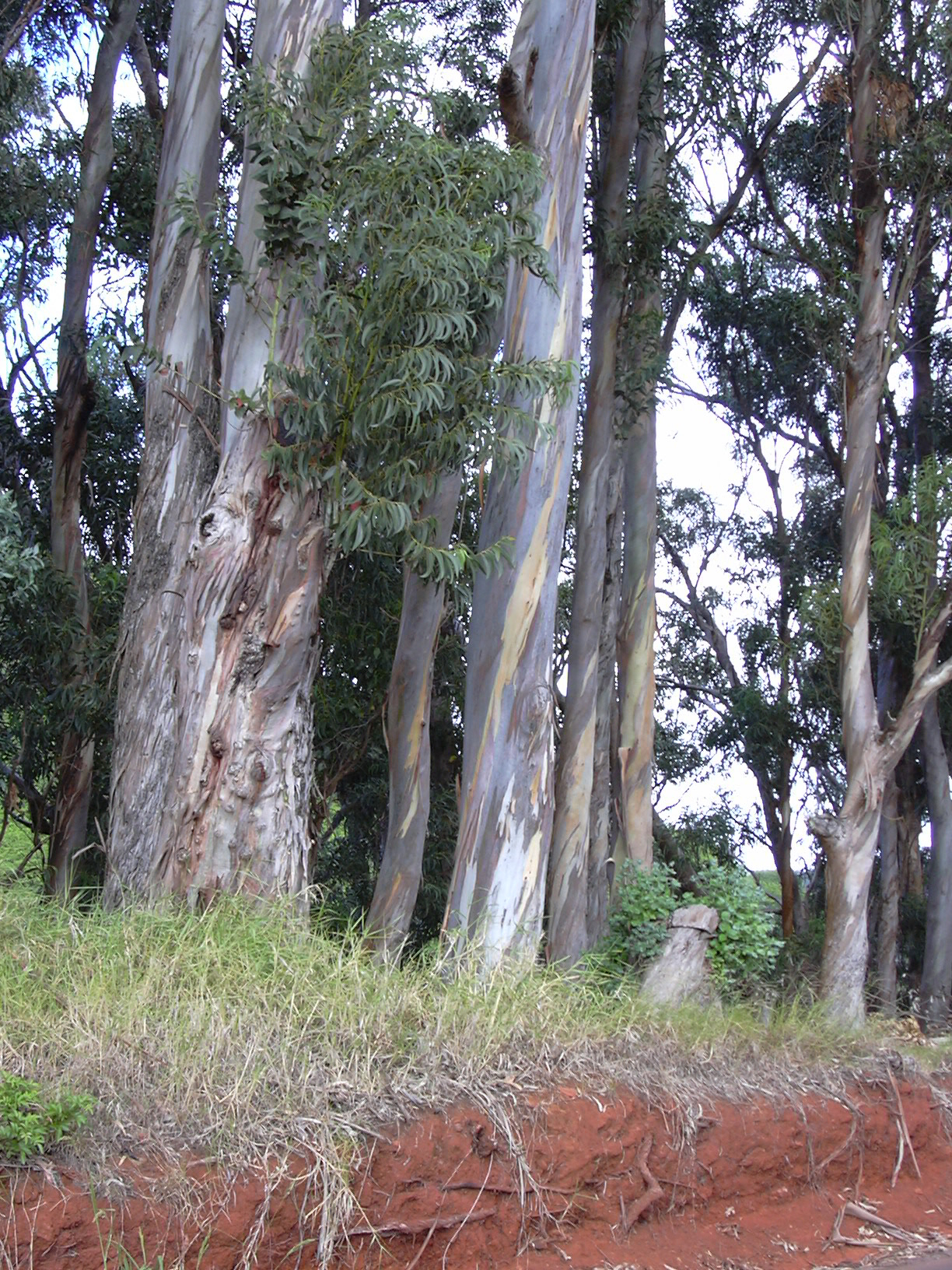
Aspecte general
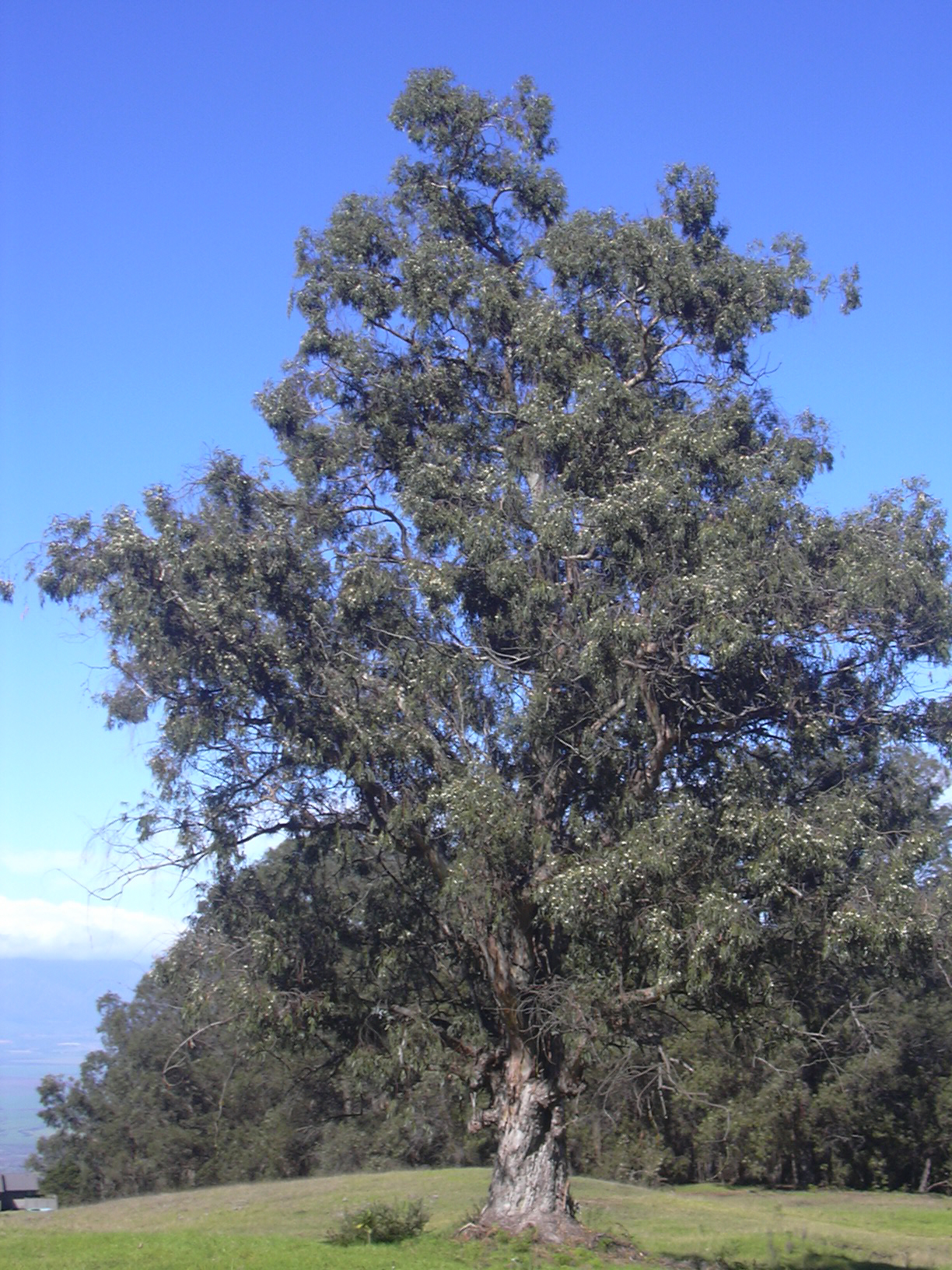
Aspecte general
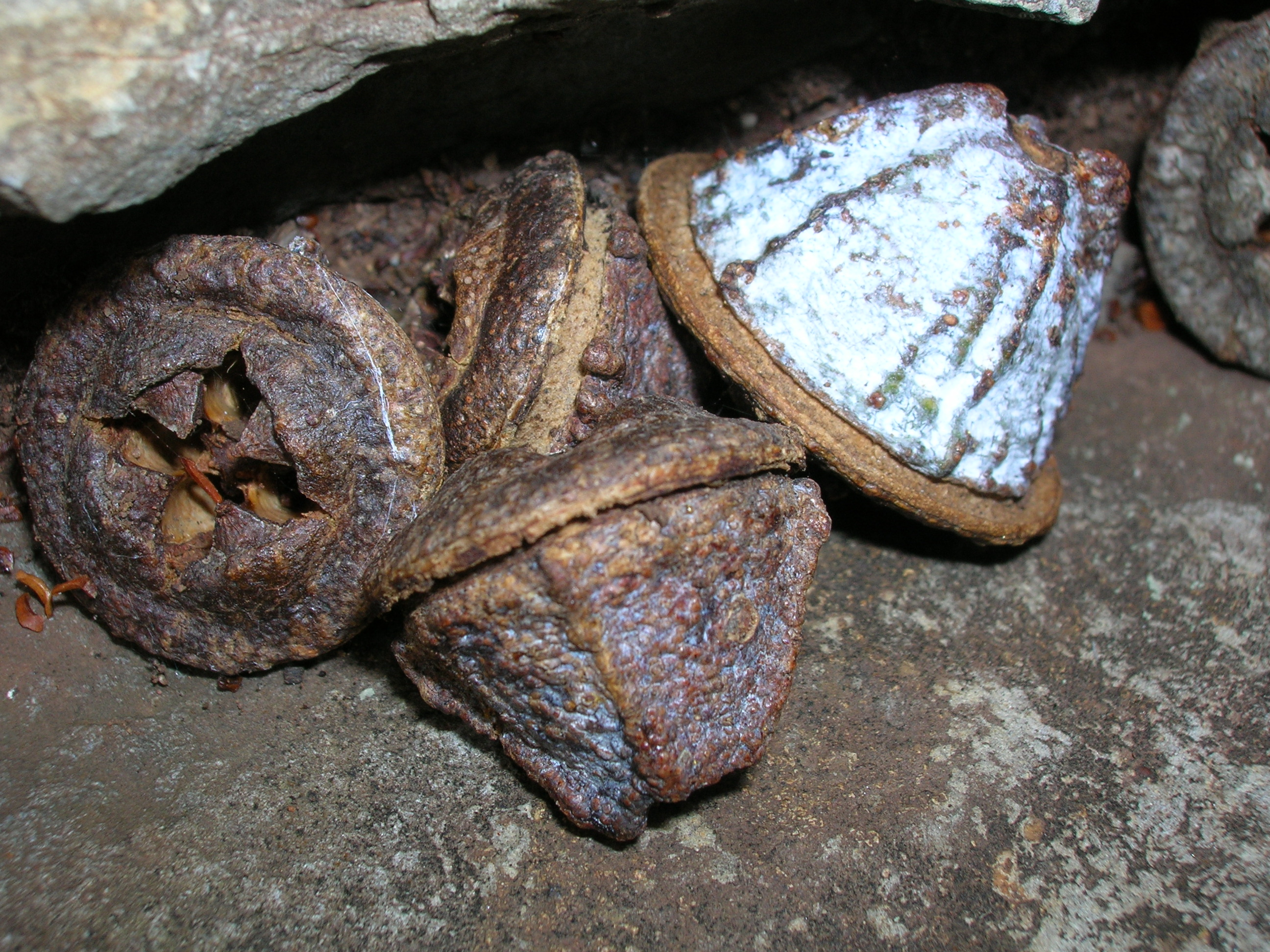
Detall Fruit
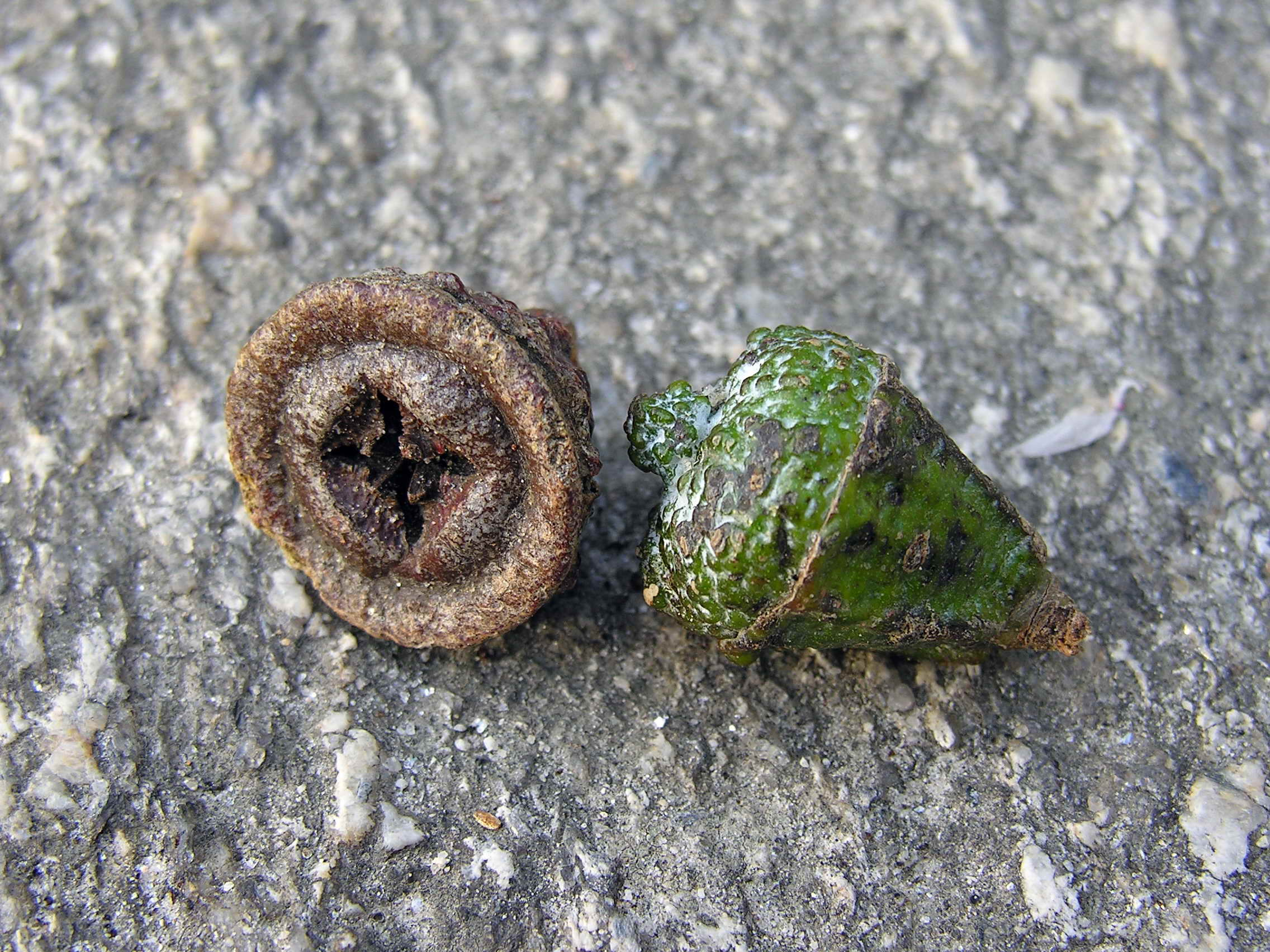
Detall Fruit
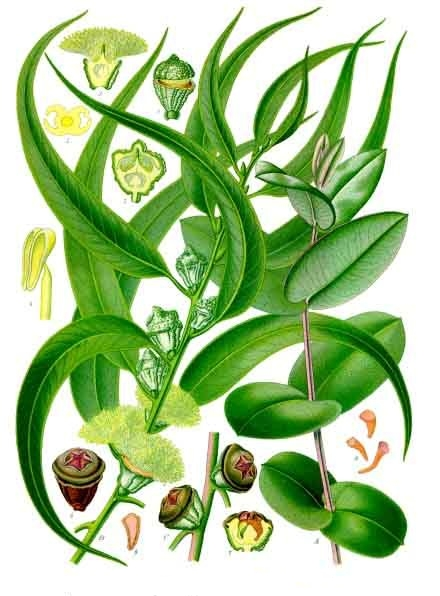
Detall flors i fulles